# Marek Klaudiusz Marcellus (konsul 331 p.n.e.)
Marcus Claudius Marcellus był rzymskim politykiem wywodzącym się z rodziny Klaudiuszy. Klaudiusz należał do plebejskiej gałęzi tego rodu – Klaudiuszy Marcellusów.
Wybrany na konsula w 331 p.n.e., drugim konsulem na ten rok został wybrany Gajusz Waleriusz Potitus. W 327 p.n.e. mianowany na urząd dyktatora przez konsula Lucjusza Korneliusza w celu przeprowadzenia wyborów w Rzymie. Po nominacji Marek mianował na swojego dowódcę jazdy Spuriusza Postumiusza. Wyborowi Klaudiusza na dyktatora sprzeciwili się augurowie, w wyniku czego wybór unieważniono.
Jego synem był Marek Klaudiusz Marcellus, konsul z 287 p.n.e.